# Network Information Service
Network Information Service (NIS, pierwotnie Yellow Pages lub yp) – protokół typu klient-serwer opracowany przez Sun Microsystems, służący do śledzenia użytkowników i nazw hostów w sieci.
Pozwala na scentralizowane zarządzanie kontami użytkowników w sieci, udostępnianie zasobów tekstowych takich jak listy hostów adresów email i inne podobne. Konta zarejestrowane w domenie NIS mogą być uruchamiane z dowolnego komputera w sieci lokalnej. Aby było to możliwe uruchomiony musi być, co najmniej jeden serwer NIS.
Login i hasło podane przez użytkownika podczas logowania są najpierw porównywane z zawartością lokalnego pliku /etc/passwd, następnie, (jeżeli na maszynie włączony jest klient NIS, oraz w etc/passwd znajduje się wpis +:::::, a w etc/groups - +:::) jest wysyłane zapytanie do serwera, i wprowadzone dane są porównywane z zawartością bazy danych serwera NIS.
NIS jest ściśle powiązany z NFS (Network File System), co pozwala na importowanie katalogów domowych z serwera. Tym sposobem użytkownik w sieci może podając swoje login i hasło zalogować się na dowolnym stanowisku w sieci, przy czym zostaje zaimportowany jego katalog domowy. Może on w nim przechowywać wszystkie potrzebne materiały. Pozwala to na bezproblemowy i bezpośredni dostęp do zasobów bez znaczenia, z której maszyny się logujemy.

## Działanie
System NIS korzysta z wielu programów rezydentnych działających w systemie komputera-nadzorcy. 
Wśród nich jest program ypserv, obsługujący wszystkie żądania pochodzące od komputerów-klientów. 
Program yp-tools zawiera natomiast narzędzia konfiguracji systemu.
Aby uruchomić jakikolwiek z wymienionych powyżej programów, w systemie musi działać demon portmap.
Do logicznego grupowania komputerów w systemie NIS używa się pojęcia domeny.
Konfiguracja domeny NIS polega na zalogowaniu się w każdym systemie podłączonym
do sieci i ustawieniu we wszystkich systemach takiej samej domeny. Nazwa domeny
powinna być unikalna dla każdego pogrupowania komputerów i różna od nazwy domeny
DNS.

## komendy NIS
- ypcat
- ypmatch
- ypwhich
- ypclnt
- yppasswd
- ypset
- ypmake
- ypinit
- yppush
- ypserve